# عناقيد الماء

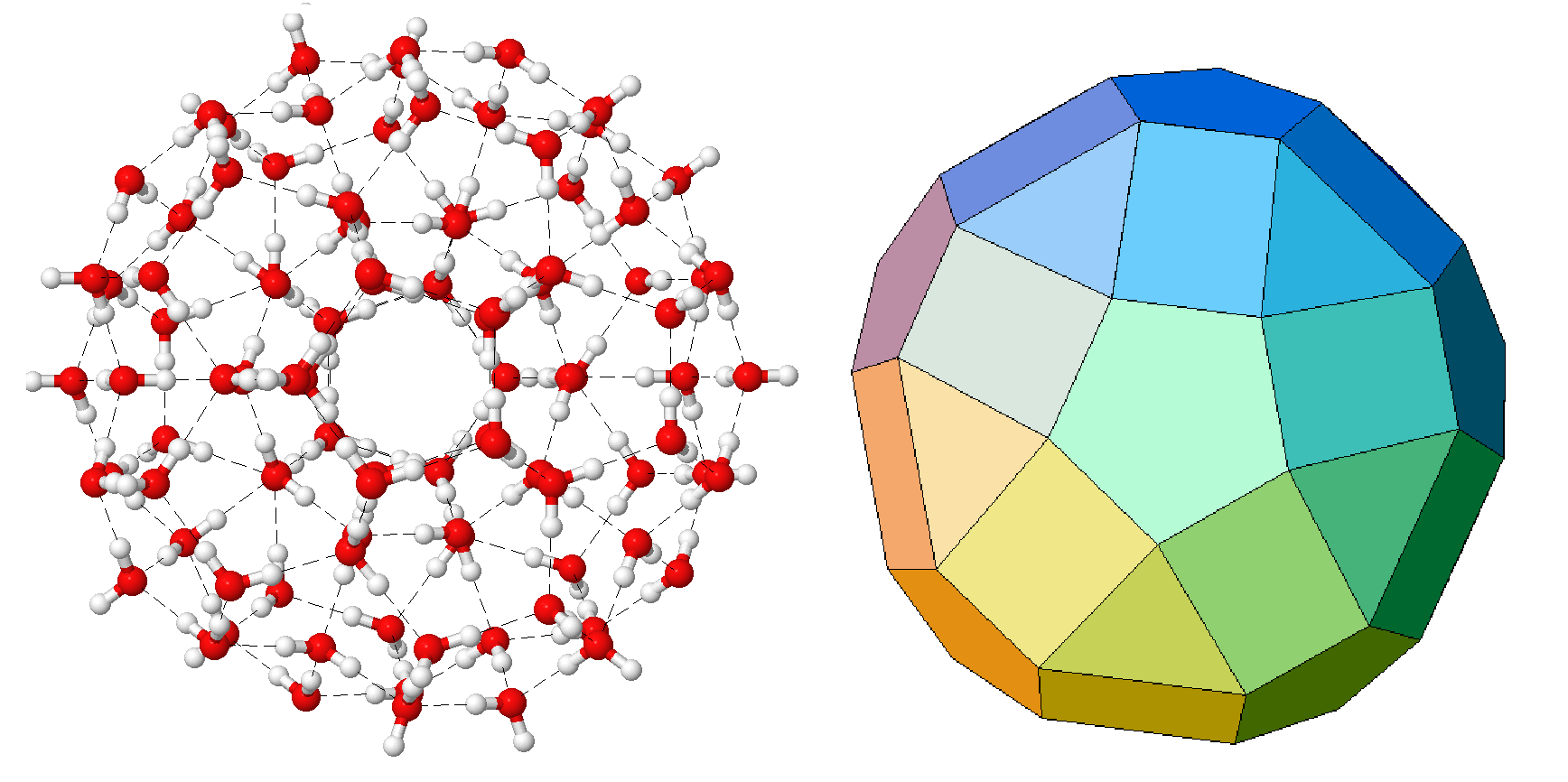

## عناقيد الماء
في الكيمياء عناقيد الماء (بالإنجليزي : Water cluster) هو انفصال مجموعة روابط هيدروجينية أو عناقيد جزيئات الماء [1]. يمكن العثور عليها تجريبيا أو في السيليكون للماء بأشكال مختلفة مثل الثلج، البلورات المتشابكة وكذلك في المياه السائبة السائلة، وأبسط أنواعه الماء الثنائي H2O)2)

## الدراسات النظرية (بناء في السيليكو)
في السيليكون (شاهد : نموذج الماء) وجدت عناقيد الماء على شكل دائري H2O)n) من n=3 إلى n= 60 وزيادة حجم العناقيد مع انخفاض المسافة بين ذرات الأكسجين ويرجع ذلك للتفاعلات المشتركة بين الجسيمات :
1-	تغير توزيع الشحنات حيث يتحول الهيدروجين من جزئ متقبل إلى جزئ مانح واتساع تجمعات الماء.
2-	هناك العديد من الأشكال متشابه التركيب ومختلفة في العناصر الطبيعية والكيميائية تبدو سداسية:من حلقة، كتاب ,ترس على شكل موشور ولها نفس الطاقة تقريبا، ترسين مثل الايزومرات في الهيبتامر، اوكتيمر على شكل مكعب أو دائري.
أيضا انخفاض الطاقة ووصولها للحد الادنى في العقد الكبيرة المتوقعة مثل عقد الفلورين W28 ويسمى ماء باكي (bucky water) وشبكة جزئ الماء الكبير 280 متعددة السطوح.[2][3]

## هياكل تجريبية
ملاحظة عناقيد الماء تجريبيا [4][5]أمر يتطلب أدوات مطورة مثل مطياف الأشعة تحت الحمراء البعيدة والمطياف النفقي حيث تم ملاحظة عناقيد مسدسة منتظمة في مجموعة دائري بينما في الحالة الحالة وجدت على شكل تروس.
هناك تجارب تجمع بين مطياف الأشعة تحت الحمراء ومطياف الكتلة تكشف تكوينات العناقيد المكعبة في مدى W8-W10
عندما يكون الماء جزء من التركيب البلوري كماهو الحال في الهيدريدات يمكن استخدام حيود الأشعة السينية في لدراسة تشكل الهيبتامر للماء ,.[6]
من الصعب دراسة الجزيئات العملاقة للمياه لأن زمن بقائها قصير وذلك لأن الرابطة الهيدروجينية تتكسر باستمرار ويتم إعادة تكوينها في فترات زمنية اسرع من 200 فيمتو ثانية.[7]

## نموذج المياه السائبة
وفقا للإتزان الكمي في في السيليكون (QCE) تنطبق نظرية العناقيد W8على المياه في الحالة السائلة السائبة بواسطة العناقيد W5 و W6.
ولتيسير نظام عناقيد W24يتم استخدام النقطة الثلاثية، وفي الأنظمة الأخرى للماء السائب المبنية على مصفوفة سداسية وحلقات خماسية تحتوي على تجاويف تعمل على توصيل الجزيئات الصغيرة المذابة.
في النماذج الأخرى يوجد توازن بين اكتامر الماء المكعب وحلقتين ثلاثيتين التركيب.

## وصلات خارجية
- Water clusters at London South Bank University Link
- The Cambridge Cluster Database - Includes water clusters calculated with various water models [الإنجليزية] and the water clusters explored with ab initio methods.